# Planell de Sallamana
El Planell de Sallamana, és una plana agrícola del terme municipal de Castell de Mur, a l'antic terme de Mur, al Pallars Jussà. Es troba en territori de l'antic poble del Meüll.
És situat a llevant de la Casa Sallamana i del Tossal de les Barranques, al costat de ponent del Camí del Meüll. Queda a ponent de la Serra del Castell, al nord dels Plans i de los Tossalets.